# Liste des monuments historiques de la Savoie
Cet article recense les monuments historiques situés dans le département de la Savoie, en France.

## Statistiques
Au 30 juillet 2025, la Savoie compte 222 édifices comportant au moins une protection au titre des monuments historiques, dont 90 sont classés et 146 sont inscrits. Le total des monuments classés et inscrits est supérieur au nombre total de monuments protégés car plusieurs d'entre eux sont à la fois classés et inscrits.
Trois protections concernent un ensemble d'édifices :
- à Bessans, une même protection regroupe l'église et près d'une trentaine de chapelles et oratoires distincts[2]
- à Lanslevillard, une seule protection concerne un pont et près d'une dizaine de chapelles[3]
- à Saint-Sorlin-d'Arves, une seule protection regroupe l'église, le cimetière, l'ancienne mairie, et plusieurs chapelles, croix et oratoires[4].

Le pont Morens est situé à cheval sur les communes de La Chavanne et Montmélian.
- Haut – A
- B
- C
- D
- E
- F
- G
- H
- I
- J
- K
- L
- M
- N
- O
- P
- Q
- R
- S
- T
- U
- V
- W
- X
- Y
- Z

## Liste
Du fait du nombre de protections dans la seule commune de Chambéry, elle dispose d'une liste distincte : voir la liste des monuments historiques de Chambéry.
| Monument                                                                      | Commune                                     | Adresse                                                     | Coordonnées                                      | Notice                                           | Protection                                       | Date                                             | Illustration                                                                 |
| ----------------------------------------------------------------------------- | ------------------------------------------- | ----------------------------------------------------------- | ------------------------------------------------ | ------------------------------------------------ | ------------------------------------------------ | ------------------------------------------------ | ---------------------------------------------------------------------------- |
| Site archéologique de Beau-Phare au Lac d'Aiguebelette                        | Aiguebelette-le-Lac                         |                                                             | 45° 33′ 02″ nord, 5° 48′ 30″ est                 | « PA73000016 »                                   | Classé                                           | 2011                                             | Site archéologique de Beau-Phare au Lac d'Aiguebelette                       |
| Chartreuse d'Aillon                                                           | Aillon-le-Jeune                             |                                                             | 45° 36′ 53″ nord, 6° 06′ 40″ est                 | « PA00132974 »                                   | Inscrit                                          | 1994                                             | Chartreuse d'Aillon                                                          |
| Croix de cimetière de la Correrie                                             | Aillon-le-Jeune                             |                                                             | 45° 36′ 35″ nord, 6° 06′ 21″ est                 | « PA00118159 »                                   | Inscrit                                          | 1944                                             | Croix de cimetière de la Correrie                                            |
| Basilique Saint-Martin d'Aime                                                 | Aime                                        |                                                             | 45° 33′ 22″ nord, 6° 39′ 04″ est                 | « PA00118162 »                                   | Classé                                           | 1875                                             | Basilique Saint-Martin d'Aime                                                |
| Église Saint-Sigismond d'Aime                                                 | Aime                                        |                                                             | 45° 33′ 29″ nord, 6° 39′ 05″ est                 | « PA00118161 »                                   | Inscrit                                          | 1984                                             | Église Saint-Sigismond d'Aime                                                |
| Tour de Montmayeur                                                            | Aime                                        |                                                             | 45° 33′ 17″ nord, 6° 39′ 07″ est                 | « PA00118160 »                                   | Inscrit                                          | 1983                                             | Tour de Montmayeur                                                           |
| Arc de Campanus                                                               | Aix-les-Bains                               | Place Maurice Mollard                                       | 45° 41′ 21″ nord, 5° 54′ 56″ est                 | « PA00118163 »                                   | Classé                                           | 1890                                             | Arc de Campanus                                                              |
| Chalet Charcot chapelle, annexe                                               | Aix-les-Bains                               | 29 rue Georges-Ier                                          | 45° 41′ 15″ nord, 5° 55′ 06″ est                 | « PA00118164 »                                   | Inscrit                                          | 1986                                             | Chalet Charcotchapelle, annexe                                               |
| Château de la Roche du Roi                                                    | Aix-les-Bains                               | Boulevard de la Roche-du-Roi                                | 45° 40′ 51″ nord, 5° 54′ 44″ est                 | « PA00118165 »                                   | Classé                                           | 1986                                             | Château de la Roche du Roi                                                   |
| Grand Hôtel                                                                   | Aix-les-Bains                               | 3 place du Revard                                           | 45° 41′ 17″ nord, 5° 54′ 49″ est                 | « PA00118166 »                                   | Inscrit                                          | 1986                                             | Grand Hôtel                                                                  |
| Hôtel Bernascon                                                               | Aix-les-Bains                               | 6 boulevard de la Roche-du-Roi                              | 45° 41′ 04″ nord, 5° 54′ 59″ est                 | « PA00118167 »                                   | Inscrit                                          | 2021                                             | Hôtel Bernascon                                                              |
| Hôtel Excelsior                                                               | Aix-les-Bains                               | 50 rue Georges-Ier                                          | 45° 41′ 11″ nord, 5° 55′ 05″ est                 | « PA00118168 »                                   | Classé Inscrit                                   | 1987                                             | Hôtel Excelsior                                                              |
| Hôtel Royal                                                                   | Aix-les-Bains                               | 31 rue Georges-Ier                                          | 45° 41′ 15″ nord, 5° 55′ 08″ est                 | « PA00118169 »                                   | Classé Inscrit                                   | 1987 2010                                        | Hôtel Royal                                                                  |
| Hôtel Splendide                                                               | Aix-les-Bains                               | 31 rue Georges-Ier                                          | 45° 41′ 13″ nord, 5° 55′ 08″ est                 | « PA00118170 »                                   | Classé Inscrit                                   | 1987 2010                                        | Hôtel Splendide                                                              |
| Hôtel de ville d'Aix-les-Bains                                                | Aix-les-Bains                               | Place Maurice Mollard                                       | 45° 41′ 19″ nord, 5° 54′ 53″ est                 | « PA00118171 »                                   | Classé                                           | 1890 1982                                        | Hôtel de ville d'Aix-les-Bains                                               |
| Maison de Lamartine thermes romains dans les sous-sols                        | Aix-les-Bains                               | Rue des Bains-Henri-IV                                      | 45° 41′ 21″ nord, 5° 55′ 05″ est                 | « PA00118175 »                                   | Classé                                           | 1921                                             | Image manquante Téléverser                                                   |
| Monument à l'Alsace et à la Lorraine d'Aix-les-Bains                          | Aix-les-Bains                               | 7 rue Claude-de-Seyssel                                     | 45° 41′ 17″ nord, 5° 54′ 48″ est                 | « PA73000030 »                                   | Inscrit                                          | 2019                                             | Image manquante Téléverser                                                   |
| Monument aux morts d'Aix-les-Bains                                            | Aix-les-Bains                               | Square Alfred Boucher                                       | 45° 41′ 24″ nord, 5° 54′ 42″ est                 | « PA73000031 »                                   | Inscrit                                          | 2019                                             | Monument aux morts d'Aix-les-Bains                                           |
| Palais de Savoie                                                              | Aix-les-Bains                               | Rue du Casino                                               | 45° 41′ 19″ nord, 5° 54′ 46″ est                 | « PA00118172 »                                   | Inscrit Classé                                   | 1975 2013                                        | Palais de Savoie                                                             |
| Parc floral des Thermes                                                       | Aix-les-Bains                               | Avenue Lord-Revelstoke                                      | 45° 41′ 17″ nord, 5° 54′ 53″ est                 | « PA73000014 »                                   | Inscrit                                          | 2008                                             | Parc floral des Thermes                                                      |
| Temple de Diane                                                               | Aix-les-Bains                               | Square du Temple de Diane                                   | 45° 41′ 19″ nord, 5° 54′ 53″ est                 | « PA00118173 »                                   | Classé                                           | 1875                                             | Temple de Diane                                                              |
| Thermes nationaux d'Aix-les-Bains                                             | Aix-les-Bains                               | Place Maurice Mollard                                       | 45° 41′ 19″ nord, 5° 54′ 57″ est                 | « PA00118174 »                                   | Inscrit                                          | 1986 2016                                        | Thermes nationaux d'Aix-les-Bains                                            |
| Villa Chanéac                                                                 | Aix-les-Bains                               | 57 Boulevard de Paris                                       | 45° 41′ 49″ nord, 5° 54′ 49″ est                 | « PA73000029 »                                   | Classée                                          | 2017                                             | Image manquante Téléverser                                                   |
| Villa Saint-James                                                             | Aix-les-Bains                               | 4 Rue Boyd                                                  | 45° 41′ 28″ nord, 5° 54′ 43″ est                 | « PA73000036 »                                   | Inscrit MH                                       | 2023                                             | Image manquante Téléverser                                                   |
| château de Costaroche, dit de Manuel de Locatel                               | Albertville                                 | Conflans                                                    | 45° 40′ 19″ nord, 6° 23′ 44″ est                 | « PA00118176 »                                   | Inscrit                                          | 1928                                             | château de Costaroche, dit de Manuel de Locatel                              |
| Château Rouge                                                                 | Albertville                                 | Conflans                                                    | 45° 40′ 14″ nord, 6° 23′ 55″ est                 | « PA00118177 »                                   | Inscrit                                          | 1928                                             | Château Rouge                                                                |
| Église Notre-Dame-de-l'Assomption de Conflans                                 | Albertville                                 | Conflans                                                    | 45° 40′ 17″ nord, 6° 23′ 51″ est                 | « PA00118317 »                                   | Inscrit                                          | 1989                                             | Église Notre-Dame-de-l'Assomption de Conflans                                |
| Fontaine de la Grande-Place                                                   | Albertville                                 | Grande-Place                                                | 45° 40′ 15″ nord, 6° 23′ 50″ est                 | « PA00118178 »                                   | Inscrit                                          | 1928                                             | Fontaine de la Grande-Place                                                  |
| Fontaine Anselme                                                              | Albertville                                 | Rue Gabriel Pérouse                                         | 45° 40′ 20″ nord, 6° 23′ 52″ est                 | « PA00118179 »                                   | Inscrit                                          | 1928                                             | Fontaine Anselme                                                             |
| Maison à tourelles (Tour Ramus)                                               | Albertville                                 | Conflans                                                    | 45° 40′ 21″ nord, 6° 23′ 50″ est                 | « PA00118180 »                                   | Inscrit                                          | 1928                                             | Maison à tourelles (Tour Ramus)                                              |
| Petit Palais de Conflans                                                      | Albertville                                 | Conflans                                                    | 45° 40′ 15″ nord, 6° 23′ 49″ est                 | « PA00118181 »                                   | Classé                                           | 1904 1913                                        | Petit Palais de Conflans                                                     |
| Porte de Savoie                                                               | Albertville                                 | Conflans                                                    | 45° 40′ 21″ nord, 6° 23′ 50″ est                 | « PA00118183 »                                   | Inscrit                                          | 1928                                             | Porte de Savoie                                                              |
| Porte Tarine                                                                  | Albertville                                 | Conflans                                                    | 45° 40′ 13″ nord, 6° 23′ 53″ est                 | « PA00118182 »                                   | Inscrit                                          | 1928                                             | Porte Tarine                                                                 |
| Tour sarrazine d'Albertville                                                  | Albertville                                 |                                                             | 45° 40′ 14″ nord, 6° 23′ 47″ est                 | « PA00118184 »                                   | Inscrit                                          | 1928                                             | Tour sarrazine d'Albertville                                                 |
| Chapelle Notre-Dame-de-Grâce d'Albiez-Montrond                                | Albiez-Montrond                             | Le Collet d'En bas                                          | 45° 13′ 05″ nord, 6° 19′ 12″ est                 | « PA00118185 »                                   | Inscrit                                          | 1988                                             | Image manquante Téléverser                                                   |
| Chapelle Notre-Dame-de-Grâce d'Albiez-Montrond                                | Albiez-Montrond                             | Le Collet d'En bas                                          | 45° 13′ 05″ nord, 6° 19′ 12″ est                 | « PA00118185 »                                   | Inscrit                                          | 1988                                             | Image manquante Téléverser                                                   |
| Chalet Charlotte Perriand                                                     | Les Allues                                  | Route des Chalets                                           | 45° 23′ 53″ nord, 6° 34′ 18″ est                 | « PA73000026 »                                   | Inscrit Classé                                   | 2015 2016                                        | Chalet Charlotte Perriand                                                    |
| Barrière de l'Esseillon Fort Charles-Félix                                    | Aussois                                     |                                                             | 45° 12′ 58″ nord, 6° 44′ 13″ est                 | « PA00118187 »                                   | Classé                                           | 1983                                             | Barrière de l'EsseillonFort Charles-Félix                                    |
| Barrière de l'Esseillon Fort Marie-Christine                                  | Aussois                                     |                                                             | 45° 13′ 17″ nord, 6° 44′ 05″ est                 | « PA00118188 »                                   | Classé                                           | 1983                                             | Barrière de l'EsseillonFort Marie-Christine                                  |
| Barrière de l'Esseillon Fort Victor-Emmanuel                                  | Aussois                                     |                                                             | 45° 12′ 43″ nord, 6° 44′ 01″ est                 | « PA00118318 »                                   | Classé                                           | 1991                                             | Barrière de l'EsseillonFort Victor-Emmanuel                                  |
| Église Notre-Dame-de-l'Assomption d'Aussois                                   | Aussois                                     |                                                             | 45° 13′ 39″ nord, 6° 44′ 31″ est                 | « PA00118186 »                                   | Inscrit                                          | 1971                                             | Église Notre-Dame-de-l'Assomption d'Aussois                                  |
| Gravures rupestres d'Aussois                                                  | Aussois                                     |                                                             | 45° 13′ 33″ nord, 6° 45′ 14″ est                 | « PA73000001 »                                   | Inscrit                                          | 1996 1999                                        | Gravures rupestres d'Aussois                                                 |
| Colonne féodale des Avanchers                                                 | Les Avanchers-Valmorel                      | D 95                                                        | 45° 28′ 46″ nord, 6° 27′ 25″ est                 | « PA00118157 »                                   | Inscrit                                          | 1940                                             | Image manquante Téléverser                                                   |
| Barrière de l'Esseillon Redoute Marie-Thérèse                                 | Avrieux                                     |                                                             | 45° 12′ 30″ nord, 6° 44′ 08″ est                 | « PA00118192 »                                   | Classé                                           | 1991                                             | Barrière de l'EsseillonRedoute Marie-Thérèse                                 |
| Chapelle Notre-Dame-des-Neiges d'Avrieux                                      | Avrieux                                     |                                                             | 45° 12′ 54″ nord, 6° 43′ 13″ est                 | « PA00118190 »                                   | Classé                                           | 1989                                             | Chapelle Notre-Dame-des-Neiges d'Avrieux                                     |
| Chapelle Saint-Benoît d'Avrieux                                               | Avrieux                                     |                                                             | 45° 13′ 06″ nord, 6° 43′ 40″ est                 | « PA00118189 »                                   | Classé                                           | 1991                                             | Chapelle Saint-Benoît d'Avrieux                                              |
| Église Saint-Thomas-Becket d'Avrieux                                          | Avrieux                                     |                                                             | 45° 12′ 52″ nord, 6° 43′ 15″ est                 | « PA00118191 »                                   | Classé                                           | 1989                                             | Église Saint-Thomas-Becket d'Avrieux                                         |
| Château de la Bâtie                                                           | Barby                                       |                                                             | 45° 34′ 46″ nord, 5° 59′ 04″ est                 | « PA00118193 »                                   | Inscrit                                          | 2023                                             | Château de la Bâtie                                                          |
| Centre hospitalier spécialisé de Bassens (dont Château de Bressieux)          | Bassens                                     |                                                             | 45° 34′ 40″ nord, 5° 56′ 18″ est                 | « PA00118194 »                                   | Inscrit                                          | 1984                                             | Centre hospitalier spécialisé de Bassens (dont Château de Bressieux)         |
| Maison-forte dite Maison Blanc                                                | Beaufort                                    | 1 rue Sommet-de-Ville                                       | 45° 43′ 00″ nord, 6° 34′ 28″ est                 | « PA73000034 »                                   | Inscrit                                          | 2022                                             | Image manquante Téléverser                                                   |
| Chapelle Notre-Dame-de-la-Vie de Saint-Martin-de-Belleville                   | Les Belleville                              | Saint-Martin-de-Belleville                                  | 45° 22′ 23″ nord, 6° 30′ 24″ est                 | « PA00118302 »                                   | Classé                                           | 1949                                             | Chapelle Notre-Dame-de-la-Vie de Saint-Martin-de-Belleville                  |
| Croix de Saint-Martin-de-Belleville croix, socle                              | Les Belleville                              | Saint-Martin-de-Belleville                                  | 45° 22′ 17″ nord, 6° 30′ 31″ est                 | « PA00118303 »                                   | Classé                                           | 1944                                             | Image manquante Téléverser                                                   |
| Chapelle Notre-Dame de Tierce                                                 | Bessans                                     | Tierce Crête de Tierce                                      | 45° 18′ 31″ nord, 7° 00′ 47″ est                 | « PA73000002 »                                   | Inscrit                                          | 1996                                             | Image manquante Téléverser                                                   |
| Chapelle Notre-Dame-des-Grâces de Bessans                                     | Bessans                                     |                                                             | 45° 19′ 54″ nord, 7° 01′ 00″ est                 | « PA73000002 »                                   | Inscrit                                          | 1996                                             | Chapelle Notre-Dame-des-Grâces de Bessans                                    |
| Chapelle Saint-Antoine de Bessans                                             | Bessans                                     |                                                             | 45° 19′ 12″ nord, 6° 59′ 43″ est                 | « PA00118195 »                                   | Classé                                           | 1987                                             | Chapelle Saint-Antoine de Bessans                                            |
| Chapelle Saint-Bernard-de-Menthon du Villaron                                 | Bessans                                     | Le Villaron                                                 | 45° 20′ 00″ nord, 7° 00′ 55″ est                 | « PA73000002 »                                   | Inscrit                                          | 1996                                             | Image manquante Téléverser                                                   |
| Chapelle Saint-Claude de Bessans                                              | Bessans                                     |                                                             | 45° 19′ 05″ nord, 6° 59′ 22″ est                 | « PA73000002 »                                   | Inscrit                                          | 1996                                             | Image manquante Téléverser                                                   |
| Chapelle Saint-Colomban du Villaron                                           | Bessans                                     | Le Villaron                                                 | 45° 20′ 01″ nord, 7° 00′ 51″ est                 | « PA73000002 »                                   | Inscrit                                          | 1996                                             | Chapelle Saint-Colomban du Villaron                                          |
| Chapelle Sainte-Anne du Crey                                                  | Bessans                                     | Le Crey Vallée d'Averolle                                   | 45° 18′ 32″ nord, 7° 02′ 24″ est                 | « PA73000002 »                                   | Inscrit                                          | 1996                                             | Image manquante Téléverser                                                   |
| Chapelle Sainte-Anne de La Goulaz                                             | Bessans                                     | La Goulaz                                                   | 45° 19′ 25″ nord, 7° 01′ 19″ est                 | « PA73000002 »                                   | Inscrit                                          | 1996                                             | Image manquante Téléverser                                                   |
| Chapelle Sainte-Marie-Madeleine des Vincendières                              | Bessans                                     | Les Vincendières                                            | 45° 18′ 25″ nord, 7° 02′ 32″ est                 | « PA73000002 »                                   | Inscrit                                          | 1996                                             | Image manquante Téléverser                                                   |
| Chapelle Saint-Étienne de Bessans                                             | Bessans                                     |                                                             | 45° 19′ 24″ nord, 7° 00′ 00″ est                 | « PA73000002 »                                   | Inscrit                                          | 1996                                             | Chapelle Saint-Étienne de Bessans                                            |
| Chapelle Saint-Jean-Baptiste de Bessans                                       | Bessans                                     |                                                             | 45° 19′ 18″ nord, 6° 59′ 27″ est                 | « PA73000002 »                                   | Inscrit                                          | 1996                                             | Chapelle Saint-Jean-Baptiste de Bessans                                      |
| Chapelle Saint-Joseph-Saint-Clair de Bessans                                  | Bessans                                     |                                                             | 45° 19′ 08″ nord, 6° 59′ 39″ est                 | « PA73000002 »                                   | Inscrit                                          | 1996                                             | Image manquante Téléverser                                                   |
| Chapelle Saint-Maurice de La Chalpe                                           | Bessans                                     | La Chalpe                                                   | 45° 18′ 33″ nord, 6° 58′ 07″ est                 | « PA73000002 »                                   | Inscrit                                          | 1996                                             | Image manquante Téléverser                                                   |
| Chapelle Saint-Pierre d'Averole                                               | Bessans                                     | Averole                                                     | 45° 18′ 14″ nord, 7° 03′ 55″ est                 | « PA73000002 »                                   | Inscrit                                          | 1996                                             | Image manquante Téléverser                                                   |
| Chapelle Saint-Sébastien de Bessans chapelle, croix                           | Bessans                                     |                                                             | 45° 19′ 18″ nord, 6° 59′ 45″ est                 | « PA73000002 »                                   | Inscrit                                          | 1996                                             | Chapelle Saint-Sébastien de Bessanschapelle, croix                           |
| Eglise Saint-Jean-Baptiste de Bessans                                         | Bessans                                     |                                                             | 45° 19′ 13″ nord, 6° 59′ 43″ est                 | « PA73000002 »                                   | Inscrit                                          | 1996                                             | Eglise Saint-Jean-Baptiste de Bessans                                        |
| Église Saint-Jean-Baptiste de Bessans clocher                                 | Bessans                                     |                                                             | 45° 19′ 13″ nord, 6° 59′ 43″ est                 | « PA00118196 »                                   | Inscrit                                          | 1947                                             | Église Saint-Jean-Baptiste de Bessansclocher                                 |
| Oratoire des Âmes-du-Purgatoire de La Chalpe                                  | Bessans                                     | La Chalpe                                                   | 45° 18′ 29″ nord, 6° 57′ 58″ est                 | « PA73000002 »                                   | Inscrit                                          | 1996                                             | Image manquante Téléverser                                                   |
| Oratoire Notre-Dame de l'Arcelette                                            | Bessans                                     | L'Arcelette Vallée d'Averolle                               | 45° 18′ 21″ nord, 7° 03′ 31″ est                 | « PA73000002 »                                   | Inscrit                                          | 1996                                             | Image manquante Téléverser                                                   |
| Oratoire Notre-Dame de l'Arcelle                                              | Bessans                                     | L'Arcelle Vallée d'Averolle                                 | 45° 17′ 50″ nord, 7° 05′ 05″ est                 | « PA73000002 »                                   | Inscrit                                          | 1996                                             | Image manquante Téléverser                                                   |
| Oratoire Notre-Dame des Fossas                                                | Bessans                                     | Les Fossas                                                  | 45° 19′ 31″ nord, 7° 00′ 11″ est                 | « PA73000002 »                                   | Inscrit                                          | 1996                                             | Image manquante Téléverser                                                   |
| Oratoire Saint-Antoine du Bechet                                              | Bessans                                     | Le Béchet Vallée d'Averolle                                 | 45° 19′ 02″ nord, 7° 01′ 57″ est                 | « PA73000002 »                                   | Inscrit                                          | 1996                                             | Image manquante Téléverser                                                   |
| Oratoire Saint-Antoine de l'Envers                                            | Bessans                                     | L'Envers La Lombarde                                        | 45° 17′ 39″ nord, 7° 04′ 53″ est                 | « PA73000002 »                                   | Inscrit                                          | 1996                                             | Image manquante Téléverser                                                   |
| Oratoire Sainte-Anne de l'Arcelle                                             | Bessans                                     | L'Arcelle Vallée de Ribon                                   | 45° 15′ 36″ nord, 7° 01′ 26″ est                 | « PA73000002 »                                   | Inscrit                                          | 1996                                             | Image manquante Téléverser                                                   |
| Oratoire Sainte-Anne de Bessans                                               | Bessans                                     | Vallée de Ribon                                             | 45° 18′ 35″ nord, 7° 02′ 33″ est                 | « PA73000002 »                                   | Inscrit                                          | 1996                                             | Image manquante Téléverser                                                   |
| Oratoire Sainte-Anne de Plates de Sainte-Anne                                 | Bessans                                     | Plates de Sainte-Anne                                       | 45° 17′ 55″ nord, 6° 59′ 05″ est                 | « PA73000002 »                                   | Inscrit                                          | 1996                                             | Image manquante Téléverser                                                   |
| Oratoire Sainte-Catherine de Sainte-Catherine                                 | Bessans                                     | Sainte-Catherine La Goulaz                                  | 45° 19′ 13″ nord, 7° 01′ 27″ est                 | « PA73000002 »                                   | Inscrit                                          | 1996                                             | Image manquante Téléverser                                                   |
| Oratoire de la Sainte-Famille de La Chapelle                                  | Bessans                                     | La Chapelle                                                 | 45° 19′ 02″ nord, 7° 01′ 57″ est                 | « PA73000002 »                                   | Inscrit                                          | 1996                                             | Image manquante Téléverser                                                   |
| Oratoire Saint-Ignace de Derrière Saint-Ignace                                | Bessans                                     | Derrière Saint-Ignace Vallée d'Averolle                     | 45° 18′ 14″ nord, 7° 03′ 46″ est                 | « PA73000002 »                                   | Inscrit                                          | 1996                                             | Image manquante Téléverser                                                   |
| Oratoire Saint-Jean-Baptiste de La Richardière                                | Bessans                                     | La Richardière Au-dessus des Vincendières Vallée d'Averolle | 45° 18′ 33″ nord, 7° 02′ 34″ est                 | « PA73000002 »                                   | Inscrit                                          | 1996                                             | Image manquante Téléverser                                                   |
| Oratoire Saint-Joseph de La Laveresse                                         | Bessans                                     | La Laveresse La Goulaz                                      | 45° 19′ 23″ nord, 7° 01′ 14″ est                 | « PA73000002 »                                   | Inscrit                                          | 1996                                             | Image manquante Téléverser                                                   |
| Château du Bettonnet                                                          | Betton-Bettonet                             |                                                             | 45° 31′ 37″ nord, 6° 11′ 09″ est                 | « PA73000003 »                                   | Inscrit                                          | 1996                                             | Château du Bettonnet                                                         |
| Bloc cupulaire de La Guettaz                                                  | Billième                                    | La Guettaz                                                  | 45° 42′ 47″ nord, 5° 48′ 57″ est                 | « PA00118197 »                                   | Classé                                           | 1939                                             | Bloc cupulaire de La Guettaz                                                 |
| Bloc cupulaire de Lachat                                                      | Billième                                    | Lachat                                                      | 45° 42′ 45″ nord, 5° 48′ 32″ est                 | « PA00118198 »                                   | Classé                                           | 1939                                             | Image manquante Téléverser                                                   |
| Blocs cupulaires de La Roche                                                  | Billième                                    | La Roche                                                    | 45° 42′ 56″ nord, 5° 48′ 01″ est                 | « PA00118199 »                                   | Classé                                           | 1939                                             | Image manquante Téléverser                                                   |
| Bloc cupulaire de Santourin                                                   | Billième                                    | Santourin                                                   | 45° 43′ 30″ nord, 5° 49′ 19″ est                 | « PA00118201 »                                   | Classé                                           | 1939                                             | Image manquante Téléverser                                                   |
| Blocs cupulaires du Rocher                                                    | Billième                                    | Au Rocher                                                   | 45° 42′ 41″ nord, 5° 48′ 28″ est                 | « PA00118200 »                                   | Classé                                           | 1939                                             | Image manquante Téléverser                                                   |
| Chapelle Notre-Dame-des-Grâces de Bonneval-sur-Arc                            | Bonneval-sur-Arc                            |                                                             | 45° 19′ 54″ nord, 7° 01′ 00″ est                 | « PA00118202 »                                   | Inscrit                                          | 1980                                             | Chapelle Notre-Dame-des-Grâces de Bonneval-sur-Arc                           |
| Chapelle Saint-Antoine de Bonneval-sur-Arc                                    | Bonneval-sur-Arc                            |                                                             | 45° 22′ 18″ nord, 7° 02′ 43″ est                 | « PA00118203 »                                   | Inscrit                                          | 1980                                             | Chapelle Saint-Antoine de Bonneval-sur-Arc                                   |
| Chapelle Saint-Barthélemy de Bonneval-sur-Arc                                 | Bonneval-sur-Arc                            | Vallon de la Lonta                                          | 45° 23′ 04″ nord, 7° 02′ 38″ est                 | « PA00118204 »                                   | Inscrit                                          | 1980                                             | Chapelle Saint-Barthélemy de Bonneval-sur-Arc                                |
| Chapelle Sainte-Marguerite de Bonneval-sur-Arc                                | Bonneval-sur-Arc                            | L'Écot                                                      | 45° 22′ 49″ nord, 7° 05′ 16″ est                 | « PA00118205 »                                   | Inscrit                                          | 1980                                             | Chapelle Sainte-Marguerite de Bonneval-sur-Arc                               |
| Chapelle Saint-Sébastien de Bonneval-sur-Arc                                  | Bonneval-sur-Arc                            |                                                             | 45° 22′ 22″ nord, 7° 02′ 47″ est                 | « PA00118206 »                                   | Inscrit                                          | 1980                                             | Image manquante Téléverser                                                   |
| Église Notre-Dame-de-l'Assomption de Bonneval-sur-Arc                         | Bonneval-sur-Arc                            |                                                             | 45° 22′ 18″ nord, 7° 02′ 44″ est                 | « PA00118207 »                                   | Inscrit                                          | 1972                                             | Église Notre-Dame-de-l'Assomption de Bonneval-sur-Arc                        |
| Oratoire Notre-Dame-des-Sept-Douleurs de L'Écot                               | Bonneval-sur-Arc                            | L'Écot                                                      | 45° 22′ 46″ nord, 7° 05′ 09″ est                 | « PA00118208 »                                   | Inscrit                                          | 1980                                             | Image manquante Téléverser                                                   |
| Oratoire de la Sainte-Trinité de Bonneval-sur-Arc                             | Bonneval-sur-Arc                            |                                                             | 45° 22′ 22″ nord, 7° 02′ 48″ est                 | « PA00118212 »                                   | Inscrit                                          | 1980                                             | Image manquante Téléverser                                                   |
| Oratoire Saint-Gras de Bonneval-sur-Arc                                       | Bonneval-sur-Arc                            |                                                             | 45° 22′ 14″ nord, 7° 02′ 35″ est                 | « PA00118209 »                                   | Inscrit                                          | 1980                                             | Oratoire Saint-Gras de Bonneval-sur-Arc                                      |
| Oratoire Saint-Landry de Bonneval-sur-Arc                                     | Bonneval-sur-Arc                            | Route de l'Écot                                             | 45° 22′ 31″ nord, 7° 04′ 47″ est                 | « PA00118210 »                                   | Inscrit                                          | 1980                                             | Oratoire Saint-Landry de Bonneval-sur-Arc                                    |
| Oratoire Saint-Sébastien de Bonneval-sur-Arc                                  | Bonneval-sur-Arc                            |                                                             | 45° 22′ 22″ nord, 7° 02′ 48″ est                 | « PA00118211 »                                   | Inscrit                                          | 1980                                             | Oratoire Saint-Sébastien de Bonneval-sur-Arc                                 |
| Vieux Pont et Pont de la Lame                                                 | Bonneval-sur-Arc                            |                                                             | 45° 22′ 15″ nord, 7° 02′ 50″ est                 | « PA00118213 »                                   | Inscrit                                          | 1980                                             | Vieux Pont et Pont de la Lame                                                |
| Château de la Serraz                                                          | Le Bourget-du-Lac                           |                                                             | 45° 37′ 53″ nord, 5° 50′ 54″ est                 | « PA00118319 »                                   | Inscrit                                          | 1989 2007                                        | Château de la Serraz                                                         |
| Château du Bourget                                                            | Le Bourget-du-Lac                           |                                                             | 45° 39′ 06″ nord, 5° 51′ 53″ est                 | « PA00118216 »                                   | Classé                                           | 1983                                             | Château du Bourget                                                           |
| Église Saint-Laurent du Bourget-du-Lac                                        | Le Bourget-du-Lac                           |                                                             | 45° 38′ 49″ nord, 5° 51′ 39″ est                 | « PA00118217 »                                   | Classé                                           | 1900                                             | Église Saint-Laurent du Bourget-du-Lac                                       |
| Prieuré du Bourget                                                            | Le Bourget-du-Lac                           | Route de Chambéry                                           | 45° 38′ 50″ nord, 5° 51′ 39″ est                 | « PA00118218 »                                   | Classé Inscrit                                   | 1910 2006                                        | Prieuré du Bourget                                                           |
| Blockhaus de la Platte (Fort 2000)                                            | Bourg-Saint-Maurice                         |                                                             | 45° 38′ 16″ nord, 6° 44′ 36″ est                 | « PA73000037 »                                   | Inscrit                                          | 2024                                             | Image manquante Téléverser                                                   |
| Chapelle Saint-Grat de Vulmix                                                 | Bourg-Saint-Maurice                         | Vulnix                                                      | 45° 36′ 32″ nord, 6° 45′ 11″ est                 | « PA00118214 »                                   | Classé Inscrit                                   | 1995                                             | Chapelle Saint-Grat de Vulmix                                                |
| Immeuble                                                                      | Bourg-Saint-Maurice                         | 24 Grande-Rue                                               | 45° 37′ 06″ nord, 6° 46′ 08″ est                 | « PA00118215 »                                   | Inscrit                                          | 1987                                             | Image manquante Téléverser                                                   |
| Église Saint-Pierre d'Extravache                                              | Bramans                                     |                                                             | 45° 13′ 02″ nord, 6° 48′ 12″ est                 | « PA00118219 »                                   | Inscrit                                          | 1966                                             | Église Saint-Pierre d'Extravache                                             |
| Site archéologique de Grésine au Lac du Bourget                               | Brison-Saint-Innocent                       |                                                             | 45° 44′ 16″ nord, 5° 52′ 59″ est                 | « PA73000017 » « PA73000018 »                    | Classé                                           | 2011                                             | Site archéologique de Grésine au Lac du Bourget                              |
| Tunnel de Brison                                                              | Brison-Saint-Innocent                       |                                                             | 45° 45′ 33″ nord, 5° 52′ 18″ est                 | « PA00118220 »                                   | Inscrit                                          | 1984                                             | Tunnel de Brison                                                             |
| Église Saint-Nicolas de Cevins                                                | Cevins                                      |                                                             | 45° 35′ 31″ nord, 6° 27′ 27″ est                 | « PA00118221 »                                   | Inscrit                                          | 1976                                             | Image manquante Téléverser                                                   |
|                                                                               | Chambéry                                    | Voir Liste des monuments historiques de Chambéry            | Voir Liste des monuments historiques de Chambéry | Voir Liste des monuments historiques de Chambéry | Voir Liste des monuments historiques de Chambéry | Voir Liste des monuments historiques de Chambéry | Voir Liste des monuments historiques de Chambéry                             |
| Collégiale Saint-Marcel de La Chambre                                         | La Chambre                                  |                                                             | 45° 21′ 31″ nord, 6° 18′ 02″ est                 | « PA00118244 »                                   | Classé                                           | 1939                                             | Collégiale Saint-Marcel de La Chambre                                        |
| Couvent des Cordeliers (La Chambre)                                           | La Chambre                                  | Grande Rue                                                  | à géolocaliser                                   | « PA73000033 »                                   | Inscrit                                          | 2021                                             | Image manquante Téléverser                                                   |
| Église Saint-Maurice de Chamousset                                            | Chamousset                                  |                                                             | 45° 33′ 38″ nord, 6° 12′ 06″ est                 | « PA00118245 »                                   | Classé                                           | 1950                                             | Église Saint-Maurice de Chamousset                                           |
| Tunnel hydraulique du Gelon et pont Royal de Chamousset                       | Chamousset                                  |                                                             | 45° 33′ 41″ nord, 6° 11′ 57″ est                 | « PA00118246 »                                   | Inscrit                                          | 1986                                             | Tunnel hydraulique du Gelon et pont Royal de Chamousset                      |
| Château de Chamoux                                                            | Chamoux-sur-Gelon                           |                                                             | 45° 31′ 58″ nord, 6° 12′ 50″ est                 | « PA00118247 »                                   | Inscrit                                          | 1977                                             | Château de Chamoux                                                           |
| Maison forte de Chanaz                                                        | Chanaz                                      |                                                             | 45° 48′ 30″ nord, 5° 47′ 27″ est                 | « PA00118248 »                                   | Inscrit                                          | 1980                                             | Maison forte de Chanaz                                                       |
| Ferme de Villarivon                                                           | Les Chapelles                               | Villarivon                                                  | 45° 34′ 50″ nord, 6° 43′ 24″ est                 | « PA73000013 »                                   | Inscrit                                          | 2022                                             | Image manquante Téléverser                                                   |
| Pont Morens                                                                   | La Chavanne                                 |                                                             | 45° 29′ 54″ nord, 6° 03′ 38″ est                 | « PA00118250 »                                   | Inscrit                                          | 1985                                             | Pont Morens                                                                  |
| Tours de Chignin                                                              | Chignin                                     |                                                             | 45° 31′ 35″ nord, 6° 00′ 00″ est                 | « PA73000015 »                                   | Inscrit                                          | 1991                                             | Tours de Chignin                                                             |
| Château de Châtillon                                                          | Chindrieux                                  |                                                             | 45° 47′ 57″ nord, 5° 50′ 32″ est                 | « PA00118331 »                                   | Inscrit                                          | 1991                                             | Château de Châtillon                                                         |
| Site archéologique de Châtillon au Lac du Bourget                             | Chindrieux                                  |                                                             | 45° 47′ 51″ nord, 5° 51′ 03″ est                 | « PA73000019 »                                   | Classé                                           | 2011                                             | Site archéologique de Châtillon au Lac du Bourget                            |
| Église Saint-Jean-Baptiste de Cléry                                           | Cléry                                       |                                                             | 45° 38′ 39″ nord, 6° 17′ 40″ est                 | « PA00118251 »                                   | Classé                                           | 1930                                             | Église Saint-Jean-Baptiste de Cléry                                          |
| Château de Martinel                                                           | Cognin                                      |                                                             | 45° 33′ 57″ nord, 5° 53′ 19″ est                 | « PA00118252 »                                   | Inscrit                                          | 1986                                             | Image manquante Téléverser                                                   |
| Église Saint-Jean-Baptiste de Saint-Jean-Pied-Gauthier                        | Coise-Saint-Jean-Pied-Gauthier              | Saint-Jean-Pied-Gauthier                                    | 45° 30′ 16″ nord, 6° 06′ 29″ est                 | « PA00118253 »                                   | Inscrit                                          | 1932                                             | Église Saint-Jean-Baptiste de Saint-Jean-Pied-Gauthier                       |
| Site archéologique de Conjux-le-Port au Lac du Bourget                        | Conjux                                      |                                                             | 45° 47′ 54″ nord, 5° 49′ 30″ est                 | « PA73000020 »                                   | Classé                                           | 2011                                             | Site archéologique de Conjux-le-Port au Lac du Bourget                       |
| Église Saint-Bon de Saint-Bon-Tarentaise                                      | Courchevel                                  | Saint-Bon-Tarentaise                                        | 45° 26′ 04″ nord, 6° 38′ 14″ est                 | « PA00118292 »                                   | Inscrit                                          | 1972                                             | Église Saint-Bon de Saint-Bon-Tarentaise                                     |
| Chalet Joliot-Curie                                                           | Courchevel                                  | Courchevel 1850 Rue de Bellecôte                            | 45° 24′ 51″ nord, 6° 38′ 09″ est                 | « PA73000010 »                                   | Inscrit                                          | 2005                                             | Chalet Joliot-Curie                                                          |
| Chalet le Petit Navire                                                        | Courchevel                                  | Courchevel 1850 Rue des Chenus                              | 45° 24′ 58″ nord, 6° 37′ 45″ est                 | « PA73000008 »                                   | Inscrit                                          | 2005                                             | Chalet le Petit Navire                                                       |
| Chapelle Notre-Dame-de-l'Assomption de Courchevel                             | Courchevel                                  | Courchevel 1850 Les Tovets Rue de l'Église                  | 45° 24′ 53″ nord, 6° 38′ 10″ est                 | « PA73000009 »                                   | Inscrit                                          | 2005                                             | Chapelle Notre-Dame-de-l'Assomption de Courchevel                            |
| Grenier La Goupille                                                           | Courchevel                                  | Courchevel 1850 Bellecôte Lotissement des Greniers          | 45° 24′ 41″ nord, 6° 38′ 19″ est                 | « PA73000011 »                                   | Inscrit                                          | 2006                                             | Grenier La Goupille                                                          |
| Chalet Lang                                                                   | Courchevel                                  | Courchevel 1850 Rue de Bellecôte                            | 45° 24′ 45″ nord, 6° 38′ 14″ est                 | « PA73000024 »                                   | Inscrit                                          | 2012                                             | Chalet Lang                                                                  |
| Pont Victor-Emmanuel                                                          | Cruet                                       |                                                             | 45° 31′ 17″ nord, 6° 06′ 19″ est                 | « PA00132954 »                                   | Inscrit                                          | 1994                                             | Pont Victor-Emmanuel                                                         |
| Hôtel de ville des Échelles                                                   | Les Échelles                                |                                                             | 45° 26′ 11″ nord, 5° 45′ 14″ est                 | « PA00118254 »                                   | Inscrit                                          | 1930                                             | Hôtel de ville des Échelles                                                  |
| Maison                                                                        | Les Échelles                                | Rue Stendhal                                                | 45° 26′ 10″ nord, 5° 45′ 15″ est                 | « PA00118255 »                                   | Inscrit                                          | 1930                                             | Maison                                                                       |
| Vieux moulin aux Teppaz                                                       | Entremont-le-Vieux Saint-Pierre-d'Entremont |                                                             | 45° 25′ 55″ nord, 5° 52′ 43″ est                 | « PA73000025 »                                   | Inscrit                                          | 2015                                             | Image manquante Téléverser                                                   |
| Maison forte des comtes de Bieux                                              | Flumet                                      | 167 route Impériale                                         | 45° 49′ 01″ nord, 6° 30′ 47″ est                 | « PA73000035 »                                   | Inscrit                                          | 2022                                             | Image manquante Téléverser                                                   |
| Chapelle Notre-Dame-de-la-Salette de Fontcouverte                             | Fontcouverte-la-Toussuire                   |                                                             | 45° 14′ 49″ nord, 6° 18′ 10″ est                 | « PA00118321 »                                   | Classé                                           | 1992                                             | Image manquante Téléverser                                                   |
| Chapelle Notre-Dame-de-la-Visitation du Villard                               | Fontcouverte-la-Toussuire                   | Le Villard                                                  | 45° 15′ 00″ nord, 6° 17′ 54″ est                 | « PA00118322 »                                   | Inscrit                                          | 1990                                             | Chapelle Notre-Dame-de-la-Visitation du Villard                              |
| Église de l'Assomption de Fontcouverte-la Toussuire église, croix monumentale | Fontcouverte-la-Toussuire                   |                                                             | 45° 14′ 49″ nord, 6° 18′ 11″ est                 | « PA00118323 »                                   | Inscrit                                          | 1990                                             | Église de l'Assomption de Fontcouverte-la Toussuireéglise, croix monumentale |
| Tunnel ferroviaire du Fréjus                                                  | Fourneaux                                   |                                                             | 45° 11′ 25″ nord, 6° 39′ 33″ est                 | « PA00118256 »                                   | Inscrit                                          | 1926                                             | Tunnel ferroviaire du Fréjus                                                 |
| Château de Carron                                                             | Francin                                     |                                                             | 45° 30′ 03″ nord, 6° 01′ 58″ est                 | « PA00118257 »                                   | Inscrit                                          | 1989                                             | Château de Carron                                                            |
| Villa gallo-romaine de Champ Bouchard                                         | Gilly-sur-Isère                             | Champ Bouchard                                              | 45° 39′ 29″ nord, 6° 20′ 40″ est                 | « PA00118258 »                                   | Inscrit                                          | 1984                                             | Image manquante Téléverser                                                   |
| Église Saint-Martin de Villargerel                                            | Grand-Aigueblanche                          | Aigueblanche                                                | 45° 31′ 12″ nord, 6° 30′ 44″ est                 | « PA00118158 »                                   | Classé                                           | 1943                                             | Église Saint-Martin de Villargerel                                           |
| Château de Loche                                                              | Grésy-sur-Aix                               |                                                             | 45° 44′ 28″ nord, 5° 55′ 57″ est                 | « PA00118259 »                                   | Inscrit                                          | 1964                                             | Image manquante Téléverser                                                   |
| Église Saint-Étienne de Hautecour                                             | Hautecour                                   |                                                             | 45° 30′ 27″ nord, 6° 32′ 49″ est                 | « PA00118260 »                                   | Inscrit                                          | 1971                                             | Église Saint-Étienne de Hautecour                                            |
| Chapelle Notre-Dame-de-Belleville                                             | Hauteluce                                   |                                                             | 45° 46′ 21″ nord, 6° 37′ 24″ est                 | « PA00118261 »                                   | Classé                                           | 1938                                             | Chapelle Notre-Dame-de-Belleville                                            |
| Église Saint-Jacques d'Hauteluce                                              | Hauteluce                                   |                                                             | 45° 45′ 02″ nord, 6° 35′ 07″ est                 | « PA00118262 »                                   | Classé                                           | 1943                                             | Église Saint-Jacques d'Hauteluce                                             |
| Chapelle Notre-Dame-des-Grâces de Jarrier                                     | Jarrier                                     | Cheloup                                                     | 45° 16′ 56″ nord, 6° 18′ 13″ est                 | « PA00118324 »                                   | Classé                                           | 1992                                             | Image manquante Téléverser                                                   |
| Église Saint-Pierre de Jarrier                                                | Jarrier                                     |                                                             | 45° 16′ 45″ nord, 6° 19′ 00″ est                 | « PA00118325 »                                   | Inscrit                                          | 1990                                             | Église Saint-Pierre de Jarrier                                               |
| Blocs cupulaires de Follioules                                                | Jongieux                                    | Follioules                                                  | 45° 43′ 47″ nord, 5° 48′ 36″ est                 | « PA00118263 »                                   | Classé                                           | 1939                                             | Image manquante Téléverser                                                   |
| Église Saint-Michel de Landry                                                 | Landry                                      |                                                             | 45° 34′ 11″ nord, 6° 44′ 35″ est                 | « PA00118264 »                                   | Inscrit                                          | 1975                                             | Église Saint-Michel de Landry                                                |
| Église de l'Assomption-de-la-Vierge de Lanslebourg-Mont-Cenis                 | Lanslebourg-Mont-Cenis                      |                                                             | 45° 17′ 08″ nord, 6° 52′ 30″ est                 | « PA00118266 »                                   | Inscrit                                          | 1952                                             | Église de l'Assomption-de-la-Vierge de Lanslebourg-Mont-Cenis                |
| Église Notre-Dame-de-l'Assomption de Lanslebourg-Mont-Cenis                   | Lanslebourg-Mont-Cenis                      |                                                             | 45° 17′ 06″ nord, 6° 52′ 32″ est                 | « PA00118265 »                                   | Classé                                           | 1991                                             | Église Notre-Dame-de-l'Assomption de Lanslebourg-Mont-Cenis                  |
| Chapelle de la Madeleine du Collet                                            | Lanslevillard (Val-Cenis)                   | Le Collet                                                   | 45° 18′ 39″ nord, 6° 56′ 25″ est                 | « PA00132955 »                                   | Inscrit                                          | 1994                                             | Image manquante Téléverser                                                   |
| Chapelle Notre-Dame-de-la-Salette des Glières                                 | Lanslevillard (Val-Cenis)                   | Les Glières                                                 | 45° 18′ 39″ nord, 6° 56′ 25″ est                 | « PA00132955 »                                   | Inscrit                                          | 1994                                             | Image manquante Téléverser                                                   |
| Chapelle Saint-Antoine de La Fesse d'en Haut                                  | Lanslevillard (Val-Cenis)                   | La Fesse d'en Haut                                          | 45° 18′ 39″ nord, 6° 56′ 25″ est                 | « PA00132955 »                                   | Inscrit                                          | 1994                                             | Chapelle Saint-Antoine de La Fesse d'en Haut                                 |
| Chapelle Sainte-Agathe de l'Arcelle Neuve                                     | Lanslevillard (Val-Cenis)                   | L'Arcelle Neuve                                             | 45° 18′ 39″ nord, 6° 56′ 25″ est                 | « PA00132955 »                                   | Inscrit                                          | 1994                                             | Image manquante Téléverser                                                   |
| Chapelle Sainte-Anne de Lanslevillard l'Adroit                                | Lanslevillard (Val-Cenis)                   | Lanslevillard l'Adroit                                      | 45° 18′ 39″ nord, 6° 56′ 25″ est                 | « PA00132955 »                                   | Inscrit                                          | 1994                                             | Image manquante Téléverser                                                   |
| Chapelle Saint-Étienne de Saint-Étienne                                       | Lanslevillard (Val-Cenis)                   | Saint-Étienne                                               | 45° 18′ 39″ nord, 6° 56′ 25″ est                 | « PA00132955 »                                   | Inscrit                                          | 1994                                             | Image manquante Téléverser                                                   |
| Chapelle Saint-Genix de Saint-Genix                                           | Lanslevillard (Val-Cenis)                   | Saint-Genix                                                 | 45° 18′ 39″ nord, 6° 56′ 25″ est                 | « PA00132955 »                                   | Inscrit                                          | 1994                                             | Image manquante Téléverser                                                   |
| Chapelle Saint-Jean-Baptiste de Saint-Jean-Baptiste                           | Lanslevillard (Val-Cenis)                   | Saint-Jean-Baptiste                                         | 45° 17′ 21″ nord, 6° 54′ 20″ est                 | « PA00132955 »                                   | Inscrit                                          | 1994                                             | Chapelle Saint-Jean-Baptiste de Saint-Jean-Baptiste                          |
| Chapelle Saint-Laurent de Saint-Laurent                                       | Lanslevillard (Val-Cenis)                   | Saint-Laurent                                               | 45° 18′ 39″ nord, 6° 56′ 25″ est                 | « PA00132955 »                                   | Inscrit                                          | 1994                                             | Image manquante Téléverser                                                   |
| Chapelle Saint-Pierre de Saint-Pierre                                         | Lanslevillard (Val-Cenis)                   | Saint-Pierre                                                | 45° 18′ 39″ nord, 6° 56′ 25″ est                 | « PA00132955 »                                   | Inscrit                                          | 1994                                             | Image manquante Téléverser                                                   |
| Chapelle Saint-Roch de Lanslevillard Envers                                   | Lanslevillard (Val-Cenis)                   | Lanslevillard Envers                                        | 45° 18′ 39″ nord, 6° 56′ 25″ est                 | « PA00132955 »                                   | Inscrit                                          | 1994                                             | Image manquante Téléverser                                                   |
| Chapelle Saint-Sébastien de Lanslevillard                                     | Lanslevillard (Val-Cenis)                   | Rue des Rochers                                             | 45° 17′ 22″ nord, 6° 54′ 35″ est                 | « PA00118267 »                                   | Classé                                           | 1897                                             | Chapelle Saint-Sébastien de Lanslevillard                                    |
| Église Saint-Michel de Lanslevillard                                          | Lanslevillard (Val-Cenis)                   | Place de l'Église                                           | 45° 17′ 23″ nord, 6° 54′ 39″ est                 | « PA00118268 »                                   | Classé                                           | 1991                                             | Église Saint-Michel de Lanslevillard                                         |
| Pierre de Chantelouve                                                         | Lanslevillard (Val-Cenis)                   |                                                             | 45° 17′ 31″ nord, 6° 57′ 27″ est                 | « PA00118269 »                                   | Classé                                           | 1911                                             | Pierre de Chantelouve                                                        |
| Pont sur l'Arcelle Neuve                                                      | Lanslevillard (Val-Cenis)                   | Saint-Pierre                                                | 45° 18′ 39″ nord, 6° 56′ 25″ est                 | « PA00132955 »                                   | Inscrit                                          | 1994                                             | Image manquante Téléverser                                                   |
| Rocher aux Pieds                                                              | Lanslevillard (Val-Cenis)                   |                                                             | 45° 18′ 58″ nord, 6° 54′ 22″ est                 | « PA00118270 »                                   | Classé                                           | 1911                                             | Image manquante Téléverser                                                   |
| Église Saint-André de Doucy                                                   | La Léchère                                  | Doucy                                                       | 45° 30′ 01″ nord, 6° 28′ 19″ est                 | « PA00118271 »                                   | Classé                                           | 1991                                             | Image manquante Téléverser                                                   |
| Dolmen de Mâcot-la-Plagne                                                     | Mâcot-la-Plagne (La Plagne Tarentaise)      | Nantfrozin                                                  | 45° 31′ 52″ nord, 6° 41′ 24″ est                 | « PA00118272 »                                   | Classé                                           | 1911                                             | Image manquante Téléverser                                                   |
| Église Saint-Jean-Baptiste de Marthod                                         | Marthod                                     |                                                             | 45° 43′ 36″ nord, 6° 24′ 15″ est                 | « PA00118273 »                                   | Classé                                           | 1950                                             | Église Saint-Jean-Baptiste de Marthod                                        |
| Taillanderie Busillet                                                         | Marthod                                     | L'Epignier                                                  | 45° 43′ 10″ nord, 6° 24′ 17″ est                 | « PA00135659 »                                   | Inscrit                                          | 1995                                             | Taillanderie Busillet                                                        |
| Château de Chevron                                                            | Mercury                                     |                                                             | 45° 40′ 30″ nord, 6° 20′ 14″ est                 | « PA00118274 »                                   | Inscrit                                          | 1982                                             | Château de Chevron                                                           |
| Fontaine en granit de Modane                                                  | Modane                                      | Rue de l'Église                                             | 45° 12′ 07″ nord, 6° 40′ 23″ est                 | « PA00118275 »                                   | Inscrit                                          | 1951                                             | Fontaine en granit de Modane                                                 |
| Rizerie des Alpes                                                             | Modane                                      | Place du Marché                                             | 45° 12′ 12″ nord, 6° 40′ 18″ est                 | « PA00118276 »                                   | Inscrit                                          | 1987                                             | Rizerie des Alpes                                                            |
| Motte castrale de Montailleur                                                 | Montailleur                                 | Le Château                                                  | 45° 37′ 20″ nord, 6° 16′ 36″ est                 | « PA00118326 »                                   | Inscrit                                          | 1989                                             | Image manquante Téléverser                                                   |
| Chapelle Notre-Dame de Beaurevers                                             | Montaimont (Saint-François-Longchamp)       |                                                             | 45° 22′ 09″ nord, 6° 19′ 46″ est                 | « PA00118277 »                                   | Inscrit                                          | 1987                                             | Chapelle Notre-Dame de Beaurevers                                            |
| Église Saint-Théodule de Montgellafrey                                        | Montgellafrey (Saint-François-Longchamp)    |                                                             | 45° 23′ 29″ nord, 6° 19′ 18″ est                 | « PA00132956 »                                   | Inscrit                                          | 1994                                             | Église Saint-Théodule de Montgellafrey                                       |
| Hôtel de ville de Montmélian                                                  | Montmélian                                  |                                                             | 45° 30′ 04″ nord, 6° 03′ 33″ est                 | « PA00118278 »                                   | Inscrit                                          | 1949                                             | Hôtel de ville de Montmélian                                                 |
| Pont Morens                                                                   | Montmélian                                  |                                                             | 45° 29′ 54″ nord, 6° 03′ 38″ est                 | « PA00118279 »                                   | Inscrit                                          | 1985                                             | Pont Morens                                                                  |
| Église Saint-Barthélémy de Montsapey                                          | Montsapey                                   |                                                             | 45° 31′ 26″ nord, 6° 20′ 19″ est                 | « PA00118280 »                                   | Inscrit Classé                                   | 1986 1988                                        | Église Saint-Barthélémy de Montsapey                                         |
| Tour de la Cure                                                               | Montvalezan                                 |                                                             | 45° 36′ 44″ nord, 6° 50′ 44″ est                 | « PA00118281 »                                   | Inscrit                                          | 1983                                             | Image manquante Téléverser                                                   |
| Château Reinach                                                               | La Motte-Servolex                           |                                                             | 45° 35′ 46″ nord, 5° 51′ 40″ est                 | « PA73000005 »                                   | Inscrit                                          | 2003                                             | Château Reinach                                                              |
| Église Saint-Jean-Baptiste de La Motte-Servolex                               | La Motte-Servolex                           |                                                             | 45° 35′ 55″ nord, 5° 52′ 45″ est                 | « PA00118282 »                                   | Inscrit Classé                                   | 1944 1984                                        | Église Saint-Jean-Baptiste de La Motte-Servolex                              |
| Cathédrale Saint-Pierre de Moûtiers                                           | Moûtiers                                    | Place Saint-Pierre                                          | 45° 29′ 00″ nord, 6° 32′ 01″ est                 | « PA00118283 »                                   | Classé Inscrit Classé                            | 1906 2014 2015                                   | Cathédrale Saint-Pierre de Moûtiers                                          |
| Palais épiscopal de Tarentaise                                                | Moûtiers                                    | Place de la Cathédrale                                      | 45° 28′ 59″ nord, 6° 32′ 00″ est                 | « PA00118284 »                                   | Classé Inscrit                                   | 1980                                             | Palais épiscopal de Tarentaise                                               |
| Vieux-Pont                                                                    | Moûtiers                                    |                                                             | 45° 28′ 59″ nord, 6° 31′ 57″ est                 | « PA00118285 »                                   | Classé                                           | 1980                                             | Vieux-Pont                                                                   |
| Site archéologique du Gojat et Lac d'Aiguebelette                             | Novalaise                                   |                                                             | 45° 32′ 36″ nord, 5° 48′ 17″ est                 | « PA73000021 »                                   | Classé                                           | 2011 2015                                        | Site archéologique du Gojat et Lac d'Aiguebelette                            |
| Église de La Trinité de Peisey-Nancroix église, cimetière                     | Peisey-Nancroix                             |                                                             | 45° 32′ 52″ nord, 6° 45′ 22″ est                 | « PA00118286 »                                   | Inscrit                                          | 1972                                             | Église de La Trinité de Peisey-Nancroixéglise, cimetière                     |
| Mine de Pont-Baudin                                                           | Peisey-Nancroix                             | Pont-Baudin                                                 | 45° 31′ 29″ nord, 6° 47′ 03″ est                 | « PA00118329 »                                   | Inscrit                                          | 1990                                             | Image manquante Téléverser                                                   |
| Sanctuaire de Notre-Dame des Vernettes                                        | Peisey-Nancroix                             |                                                             | 45° 32′ 27″ nord, 6° 46′ 56″ est                 | « PA00118287 »                                   | Inscrit                                          | 1983                                             | Sanctuaire de Notre-Dame des Vernettes                                       |
| Église Saint-Michel de Montpascal                                             | Pontamafrey-Montpascal                      |                                                             | 45° 20′ 12″ nord, 6° 21′ 38″ est                 | « PA73000027 »                                   | Inscrit                                          | 2015                                             | Image manquante Téléverser                                                   |
| Église des Carmes du Pont-de-Beauvoisin                                       | Le Pont-de-Beauvoisin                       |                                                             | 45° 32′ 08″ nord, 5° 40′ 25″ est                 | « PA00118288 »                                   | Classé                                           | 1992                                             | Église des Carmes du Pont-de-Beauvoisin                                      |
| Maison Rivoire                                                                | Le Pont-de-Beauvoisin                       | Rue de l'Hôtel-de-Ville                                     | 45° 32′ 09″ nord, 5° 40′ 24″ est                 | « PA00118332 »                                   | Inscrit                                          | 1991                                             | Image manquante Téléverser                                                   |
| Maison forte du Grand Mercoras                                                | Ruffieux                                    |                                                             | 45° 51′ 52″ nord, 5° 50′ 38″ est                 | « PA00118289 »                                   | Inscrit                                          | 1969                                             | Maison forte du Grand Mercoras                                               |
| Oratoire Notre-Dame-de-Bon-Secours de Saint-Alban-Leysse                      | Saint-Alban-Leysse                          |                                                             | 45° 35′ 47″ nord, 5° 56′ 27″ est                 | « PA00118290 »                                   | Inscrit                                          | 1936                                             | Oratoire Notre-Dame-de-Bon-Secours de Saint-Alban-Leysse                     |
| Église Notre-Dame du Villard                                                  | Saint-André                                 | Le Villard                                                  | 45° 12′ 32″ nord, 6° 36′ 06″ est                 | « PA73000028 »                                   | Inscrit                                          | 2015                                             | Image manquante Téléverser                                                   |
| Maison de l'Évêque                                                            | Saint-André                                 | La Paraz                                                    | 45° 12′ 29″ nord, 6° 35′ 48″ est                 | « PA73000004 »                                   | Inscrit                                          | 1998                                             | Image manquante Téléverser                                                   |
| Château de Saint-Béron                                                        | Saint-Béron                                 |                                                             | 45° 29′ 58″ nord, 5° 43′ 44″ est                 | « PA00118291 »                                   | Inscrit                                          | 1987                                             | Château de Saint-Béron                                                       |
| Monument à Charles-Emmanuel II de Savoie                                      | Saint-Christophe                            |                                                             | 45° 26′ 56″ nord, 5° 47′ 10″ est                 | « PA00118293 »                                   | Inscrit                                          | 1952                                             | Monument à Charles-Emmanuel II de Savoie                                     |
| Chapelle Sainte-Brigitte de Sainte-Foy-Tarentaise                             | Sainte-Foy-Tarentaise                       | Le Miroir                                                   | 45° 36′ 08″ nord, 6° 53′ 13″ est                 | « PA00118334 »                                   | Inscrit                                          | 1992                                             | Image manquante Téléverser                                                   |
| Château de Sainte-Hélène-sur-Isère                                            | Sainte-Hélène-sur-Isère                     |                                                             | 45° 36′ 39″ nord, 6° 19′ 00″ est                 | « PA00118294 »                                   | Inscrit                                          | 1940                                             | Château de Sainte-Hélène-sur-Isère                                           |
| Église Notre-Dame-de-l'Assomption de Sainte-Marie-de-Cuines                   | Sainte-Marie-de-Cuines                      |                                                             | 45° 20′ 22″ nord, 6° 18′ 09″ est                 | « PA00118301 »                                   | Inscrit                                          | 1949                                             | Église Notre-Dame-de-l'Assomption de Sainte-Marie-de-Cuines                  |
| Abri de Saint-Jean-d'Arvey                                                    | Saint-Jean-d'Arvey                          | Mont Peney                                                  | 45° 35′ 49″ nord, 5° 59′ 28″ est                 | « PA00118295 »                                   | Classé                                           | 1974                                             | Image manquante Téléverser                                                   |
| Château de La Forest                                                          | Saint-Jean-de-Chevelu                       |                                                             | 45° 41′ 01″ nord, 5° 48′ 27″ est                 | « PA00135660 »                                   | Inscrit                                          | 1995                                             | Château de La Forest                                                         |
| Cathédrale Saint-Jean-Baptiste de Saint-Jean-de-Maurienne                     | Saint-Jean-de-Maurienne                     |                                                             | 45° 16′ 37″ nord, 6° 20′ 45″ est                 | « PA00118296 »                                   | Classé                                           | 1906                                             | Cathédrale Saint-Jean-Baptiste de Saint-Jean-de-Maurienne                    |
| Cloître de Saint-Jean-de-Maurienne                                            | Saint-Jean-de-Maurienne                     |                                                             | 45° 16′ 37″ nord, 6° 20′ 46″ est                 | « PA00118297 »                                   | Classé Inscrit                                   | 1899 1933                                        | Cloître de Saint-Jean-de-Maurienne                                           |
| Église Notre-Dame de Saint-Jean-de-Maurienne                                  | Saint-Jean-de-Maurienne                     | Place de la Cathédrale                                      | 45° 16′ 36″ nord, 6° 20′ 45″ est                 | « PA00118298 »                                   | Classé                                           | 1966                                             | Église Notre-Dame de Saint-Jean-de-Maurienne                                 |
| Maison de Babylone                                                            | Saint-Jean-de-Maurienne                     | 105 rue du Collège                                          | 45° 16′ 35″ nord, 6° 20′ 37″ est                 | « PA00118333 »                                   | Inscrit                                          | 1992                                             | Image manquante Téléverser                                                   |
| Palais épiscopal de Saint-Jean-de-Maurienne                                   | Saint-Jean-de-Maurienne                     |                                                             | 45° 16′ 37″ nord, 6° 20′ 42″ est                 | « PA00118299 »                                   | Classé                                           | 1984                                             | Palais épiscopal de Saint-Jean-de-Maurienne                                  |
| Tour de la Correrie                                                           | Saint-Jean-de-Maurienne                     | Rue de la République                                        | 45° 16′ 35″ nord, 6° 20′ 43″ est                 | « PA73000012 »                                   | Inscrit                                          | 2012                                             | Tour de la Correrie                                                          |
| Église Saint-Georges du Prieuré                                               | Saint-Jeoire-Prieuré                        | Le Prieuré                                                  | 45° 32′ 00″ nord, 5° 59′ 39″ est                 | « PA00118300 »                                   | Inscrit                                          | 1952                                             | Église Saint-Georges du Prieuré                                              |
| Pierre à cupules de Pré Nouveau                                               | Saint-Michel-de-Maurienne                   | Pré Nouveau                                                 | 45° 14′ 03″ nord, 6° 29′ 37″ est                 | « PA00118312 »                                   | Classé                                           | 1954                                             | Image manquante Téléverser                                                   |
| Église Saint-Nicolas                                                          | Saint-Nicolas-la-Chapelle                   |                                                             | 45° 48′ 33″ nord, 6° 30′ 04″ est                 | « PA00118327 »                                   | Inscrit                                          | 1989                                             | Église Saint-Nicolas                                                         |
| Château de Miolans                                                            | Saint-Pierre-d'Albigny                      |                                                             | 45° 34′ 50″ nord, 6° 11′ 13″ est                 | « PA00118304 »                                   | Classé                                           | 1944                                             | Château de Miolans                                                           |
| Abbaye d'Hautecombe                                                           | Saint-Pierre-de-Curtille                    |                                                             | 45° 45′ 10″ nord, 5° 50′ 23″ est                 | « PA00118305 »                                   | Classé                                           | 1875                                             | Abbaye d'Hautecombe                                                          |
| Site archéologique de Hautecombe et Lac du Bourget                            | Saint-Pierre-de-Curtille                    |                                                             | 45° 45′ 00″ nord, 5° 50′ 27″ est                 | « PA73000022 »                                   | Classé                                           | 2011                                             | Site archéologique de Hautecombe et Lac du Bourget                           |
| Chapelle des Dix-Mille-Martyrs de Saint-Pierre-d'Entremont                    | Saint-Pierre-d'Entremont                    |                                                             | 45° 25′ 01″ nord, 5° 51′ 18″ est                 | « PA00118306 »                                   | Classé                                           | 1928                                             | Chapelle des Dix-Mille-Martyrs de Saint-Pierre-d'Entremont                   |
| Ancienne mairie de Saint-Sorlin-d'Arves                                       | Saint-Sorlin-d'Arves                        |                                                             | 45° 13′ 14″ nord, 6° 14′ 17″ est                 | « PA73000006 »                                   | Inscrit                                          | 2004                                             | Ancienne mairie de Saint-Sorlin-d'Arves                                      |
| Chapelle Notre-Dame-de-la-Paix des Prés-Plans                                 | Saint-Sorlin-d'Arves                        | Les Prés-Plans                                              | 45° 13′ 14″ nord, 6° 14′ 17″ est                 | « PA73000006 »                                   | Inscrit                                          | 2004                                             | Image manquante Téléverser                                                   |
| Chapelle Saint-Jean-Baptiste de Saint-Sorlin-d'Arves                          | Saint-Sorlin-d'Arves                        |                                                             | 45° 13′ 14″ nord, 6° 14′ 17″ est                 | « PA73000006 »                                   | Inscrit                                          | 2004                                             | Image manquante Téléverser                                                   |
| Chapelle Saint-Joseph de Saint-Sorlin-d'Arves                                 | Saint-Sorlin-d'Arves                        |                                                             | 45° 13′ 14″ nord, 6° 14′ 17″ est                 | « PA73000006 »                                   | Inscrit                                          | 2004                                             | Image manquante Téléverser                                                   |
| Chapelle Saint-Pierre de Saint-Sorlin-d'Arves                                 | Saint-Sorlin-d'Arves                        |                                                             | 45° 13′ 14″ nord, 6° 14′ 17″ est                 | « PA73000006 »                                   | Inscrit                                          | 2004                                             | Image manquante Téléverser                                                   |
| Cimetière de Saint-Sorlin-d'Arves                                             | Saint-Sorlin-d'Arves                        |                                                             | 45° 13′ 14″ nord, 6° 14′ 17″ est                 | « PA73000006 »                                   | Inscrit                                          | 2004                                             | Image manquante Téléverser                                                   |
| Croix du col de la Croix de Fer                                               | Saint-Sorlin-d'Arves                        |                                                             | 45° 13′ 14″ nord, 6° 14′ 17″ est                 | « PA73000006 »                                   | Inscrit                                          | 2004                                             | Croix du col de la Croix de Fer                                              |
| Croix de la Troche                                                            | Saint-Sorlin-d'Arves                        | Chemin des Prés-Plans                                       | 45° 13′ 14″ nord, 6° 14′ 17″ est                 | « PA73000006 »                                   | Inscrit                                          | 2004                                             | Image manquante Téléverser                                                   |
| Église Saint-Saturnin de Saint-Sorlin-d'Arves                                 | Saint-Sorlin-d'Arves                        |                                                             | 45° 13′ 14″ nord, 6° 14′ 17″ est                 | « PA73000006 »                                   | Inscrit                                          | 2004                                             | Église Saint-Saturnin de Saint-Sorlin-d'Arves                                |
| Oratoire de la Tour                                                           | Saint-Sorlin-d'Arves                        |                                                             | 45° 13′ 14″ nord, 6° 14′ 17″ est                 | « PA73000006 »                                   | Inscrit                                          | 2004                                             | Image manquante Téléverser                                                   |
| Cercle de pierres de Séez                                                     | Séez                                        | Col du Petit-Saint-Bernard                                  | 45° 40′ 50″ nord, 6° 53′ 01″ est                 | « PA00118307 »                                   | Classé                                           | 1956                                             | Cercle de pierres de Séez                                                    |
| Rocher et grotte des Balmes                                                   | Sollières-Sardières                         | Le Muleney Les Balmes                                       | 45° 15′ 53″ nord, 6° 48′ 56″ est                 | « PA00118308 »                                   | Classé                                           | 1978                                             | Image manquante Téléverser                                                   |
| Château de Sonnaz                                                             | Sonnaz                                      | Route du Crêt                                               | 45° 37′ 09″ nord, 5° 54′ 53″ est                 | « PA00118309 »                                   | Inscrit                                          | 1979                                             | Château de Sonnaz                                                            |
| Chapelle Notre-Dame-de-la-Visitation de Termignon                             | Termignon                                   |                                                             | 45° 16′ 46″ nord, 6° 48′ 56″ est                 | « PA00118310 »                                   | Classé                                           | 1987                                             | Chapelle Notre-Dame-de-la-Visitation de Termignon                            |
| Église Notre-Dame-de-l'Assomption de Termignon                                | Termignon (Val-Cenis)                       |                                                             | 45° 16′ 40″ nord, 6° 48′ 51″ est                 | « PA00118311 »                                   | Inscrit                                          | 1986                                             | Église Notre-Dame-de-l'Assomption de Termignon                               |
| Monument aux morts de Termignon                                               | Termignon (Val-Cenis)                       |                                                             | 45° 16′ 25″ nord, 6° 48′ 51″ est                 | « PA73000032 »                                   | Inscrit                                          | 2019                                             | Image manquante Téléverser                                                   |
| Tour du Châtel                                                                | La Tour-en-Maurienne                        | Le Châtel                                                   | 45° 18′ 13″ nord, 6° 21′ 34″ est                 | « PA00118249 »                                   | Classé                                           | 1900                                             | Tour du Châtel                                                               |
| Site archéologique du Saut et Lac du Bourget                                  | Tresserve                                   |                                                             | 45° 41′ 03″ nord, 5° 53′ 34″ est                 | « PA73000023 »                                   | Classé                                           | 2011                                             | Site archéologique du Saut et Lac du Bourget                                 |
| Chalet de la Grande Ourse                                                     | Val-d'Isère                                 | Rue des Leissières                                          | 45° 26′ 50″ nord, 6° 58′ 49″ est                 | « PA00132957 »                                   | Inscrit                                          | 1994                                             | Image manquante Téléverser                                                   |
| Église Saint-Bernard-des-Alpes de Val-d'Isère                                 | Val-d'Isère                                 |                                                             | 45° 26′ 52″ nord, 6° 58′ 54″ est                 | « PA00118313 »                                   | Inscrit                                          | 1951                                             | Église Saint-Bernard-des-Alpes de Val-d'Isère                                |
| Église Notre-Dame-de-l'Assomption de Valloire                                 | Valloire                                    |                                                             | 45° 09′ 55″ nord, 6° 25′ 46″ est                 | « PA00118314 »                                   | Classé                                           | 1945                                             | Église Notre-Dame-de-l'Assomption de Valloire                                |
| Château de Montmayeur                                                         | Villard-Sallet                              |                                                             | 45° 25′ 19″ nord, 6° 07′ 22″ est                 | « PA00118328 »                                   | Inscrit                                          | 1989                                             | Château de Montmayeur                                                        |
| Église Saint-Pierre du Bourget                                                | Villarodin-Bourget                          | Le Bourget                                                  | 45° 12′ 49″ nord, 6° 41′ 50″ est                 | « PA00118315 »                                   | Classé                                           | 1984                                             | Église Saint-Pierre du Bourget                                               |
| Église Notre-Dame d'Yenne                                                     | Yenne                                       |                                                             | 45° 42′ 17″ nord, 5° 45′ 27″ est                 | « PA00118316 »                                   | Classé                                           | 1987                                             | Église Notre-Dame d'Yenne                                                    |